# Produs cartezian
Produsul cartezian este o operație matematică efectuată asupra a două mulțimi. Conceptul respectiv a fost denumit astfel după René Descartes, ale cărui formulări din domeniul geometriei analitice au dus la dezvoltarea acestui tip de operație.
Produsul cartezian a două mulțimi X și Y este o mulțime (numită și mulțimea-produs) formată din perechi ordonate ale căror prim component aparține mulțimii X, iar al doilea aparține mulțimii Y. Definiția produsului cartezian se poate extinde ușor și pentru cazul a n mulțimi. Apare în definirea vectorilor euclidieni și a noțiunii de funcție și relație binară.

## Noțiune prealabilă: perechi ordonate
Fie {\displaystyle A} și {\displaystyle B} două mulțimi nevide. Dacă {\displaystyle a\in A} iar {\displaystyle b\in B,} atunci mulțimea {\displaystyle \{\{a\},\ \{a,b\}\}} se numește pereche ordonată și se notează cu {\displaystyle (a,b).}
Perechile ordonate au proprietatea caracteristică următoare: dacă {\displaystyle a,s\in A} iar {\displaystyle b,t\in B,} atunci {\displaystyle (a,b)=(s,t)} dacă și numai dacă {\displaystyle a=s} și {\displaystyle b=t.}

## Definiția produsului cartezian
Fie {\displaystyle A} și {\displaystyle B} două mulțimi. Se numește produsul cartezian dintre mulțimea {\displaystyle A} și mulțimea {\displaystyle B,} mulțimea
{\displaystyle A\times B:=\{(a,b):a\in A,b\in B\}.}
Fie {\displaystyle A=\varnothing } mulțimea vidă, adică mulțimea care nu conține niciun element. Atunci nu există vreun {\displaystyle a\in A,} deci {\displaystyle \varnothing \times B=\varnothing }. Analog, {\displaystyle A\times \varnothing =\varnothing } și în particular {\displaystyle \varnothing \times \varnothing =\varnothing }.
Produsul cartezian {\displaystyle A\times A} se notează și {\displaystyle A^{2}.}

## Proprietăți algebrice
Ca operație binară, produsul cartezian are următoarele proprietăți algebrice:
- Este necomutativ, adică {\displaystyle A\times B\neq B\times A} (cu excepția cazurilor {\displaystyle A=\varnothing } sau {\displaystyle B=\varnothing } sau {\displaystyle A=B}).
- Conservă proprietatea de incluziune: dacă {\displaystyle A\subseteq C} și{\displaystyle B\subseteq D}, atunci {\displaystyle A\times B\subseteq C\times D.}
- Este distributiv față de reuniune ({\displaystyle \cup }), intersecție ({\displaystyle \cap }) și diferență ({\displaystyle \setminus }):
  - {\displaystyle A\times (B\cup C)=(A\times B)\cup (A\times C)};
  - {\displaystyle A\times (B\cap C)=(A\times B)\cap (A\times C)};
  - {\displaystyle A\times (B\setminus C)=(A\times B)\setminus (A\times C)};
  - {\displaystyle (A\cup B)\times C=(A\times C)\cup (B\times C)};
  - {\displaystyle (A\cap B)\times C=(A\times C)\cap (B\times C)};
  - {\displaystyle (A\setminus B)\times C=(A\times C)\setminus (B\times C)}.

## Cardinal
Pentru orice mulțimi finite {\displaystyle A} și {\displaystyle B,} cardinali mulțimilor {\displaystyle A}, {\displaystyle B} și {\displaystyle A\times B} — adică numerele lor respective de elemente — verifică:
{\displaystyle \mathrm {Card} (A\times B)=\mathrm {Card} (A)\times \mathrm {Card} (B)}
De fapt, această egalitate este adevărată pentru orice mulțimi (finite sau infinite), cu condiția ca înmulțirea să fi fost definită pentru numerele cardinale.

## Generalizare lanmulțimi
În cazul a trei mulțimi produsul cartezian constă în triplete ordonate. Pentru n mulțimi se formează n-upluri ordonate.